# 트리가나 항공

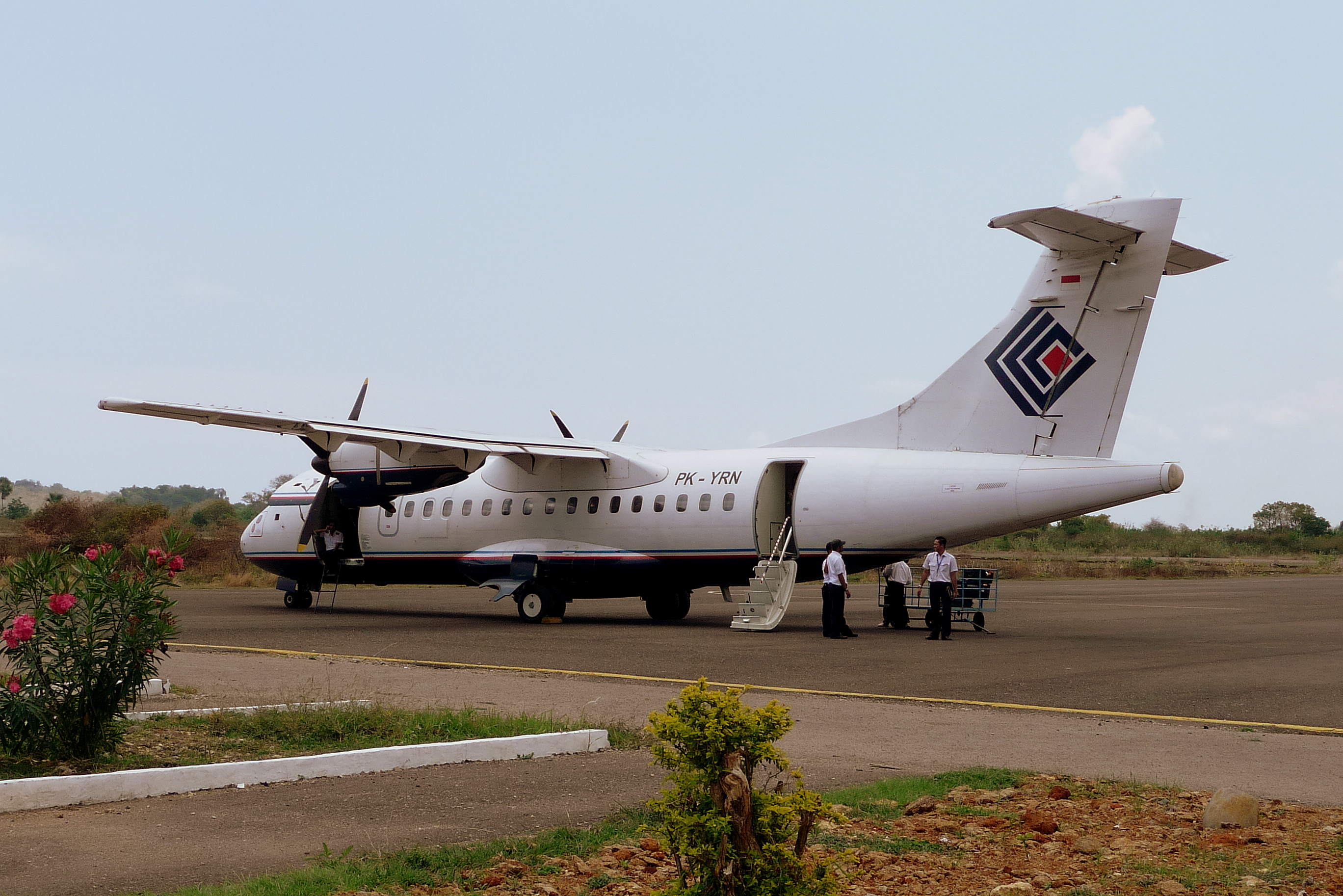

트리가나 항공(Trigana Air Service)은 인도네시아 자카르타에 본사를 둔 항공사이다.

## 역사
1991년에 창업하였다.

## 출발지
트리가나 항공은 인도네시아 21개 공항을 출발지로 하고 있다.

## EU 역내 취항 금지
트리가나 항공은 2015년 현재 유럽 연합 내에서 비행 이착륙 금지된 항공사로 지정되어 있다. 이 규제는 2007년에 정해진 것으로, 5개 항공사를 제외한 모든 인도네시아의 항공사에 지정되어 있다.

## 사건 및 사고
트리가나 항공이 운항하는 항공기는 1991년 창업 이래 14건의 사고가 발생하였다.
- 2015년 8월 16일 - 트리가나 항공 267편 참조.